# 고초
고초(弘長, こうちょう)는 일본의 연호(元号) 중 하나이다.
- 전후 : 분오(文応) 이후 - 분에이(文永) 이전.
- 시기 : 1261년 ~ 1263년
- 천황 : 가메야마 천황
- 쇼군 : 가마쿠라 막부의 무네타카 친왕
- 싯켄 : 호조 나가토키

## 개원(改元)
- 분오 2년 2월 20(율리우스력 1261년 3월 22일), 신유혁명에 해당해 개원.
- 고초 4년 2월 28일(율리우스력 1264년 3월 27일), 분에이로 개원된다.

## 출전
『정관정요·봉건』의 「思闡治定之規，以弘長世之業，萬古不易，百慮同歸。……」 .

## 고초 시기에 일어난 일
- 원년
  - 니치렌이 가마쿠라 막부의 명으로 이즈의 이토(伊東)로 유배가다.

### 죽음
- 원년
  - 호조 시게토키 (가마쿠라 막부의 렌쇼(連署, 싯켄의 보좌역이며 싯켄 다음가는 중직). 향년 64세)

## 서력과의 대조표
| 고초 | 원년   | 2년    | 3년    | 4년    |
| ---- | ------ | ------ | ------ | ------ |
| 서력 | 1261년 | 1262년 | 1263년 | 1264년 |
| 간지 | 신유   | 임술   | 계해   | 갑자   |

## 같이 보기
- 일본의 연호 일람

| 이전 분오 | 일본의 연호 1261년 ~ 1264년 | 다음 분에이 |